# Austin Flint (1812–1886)

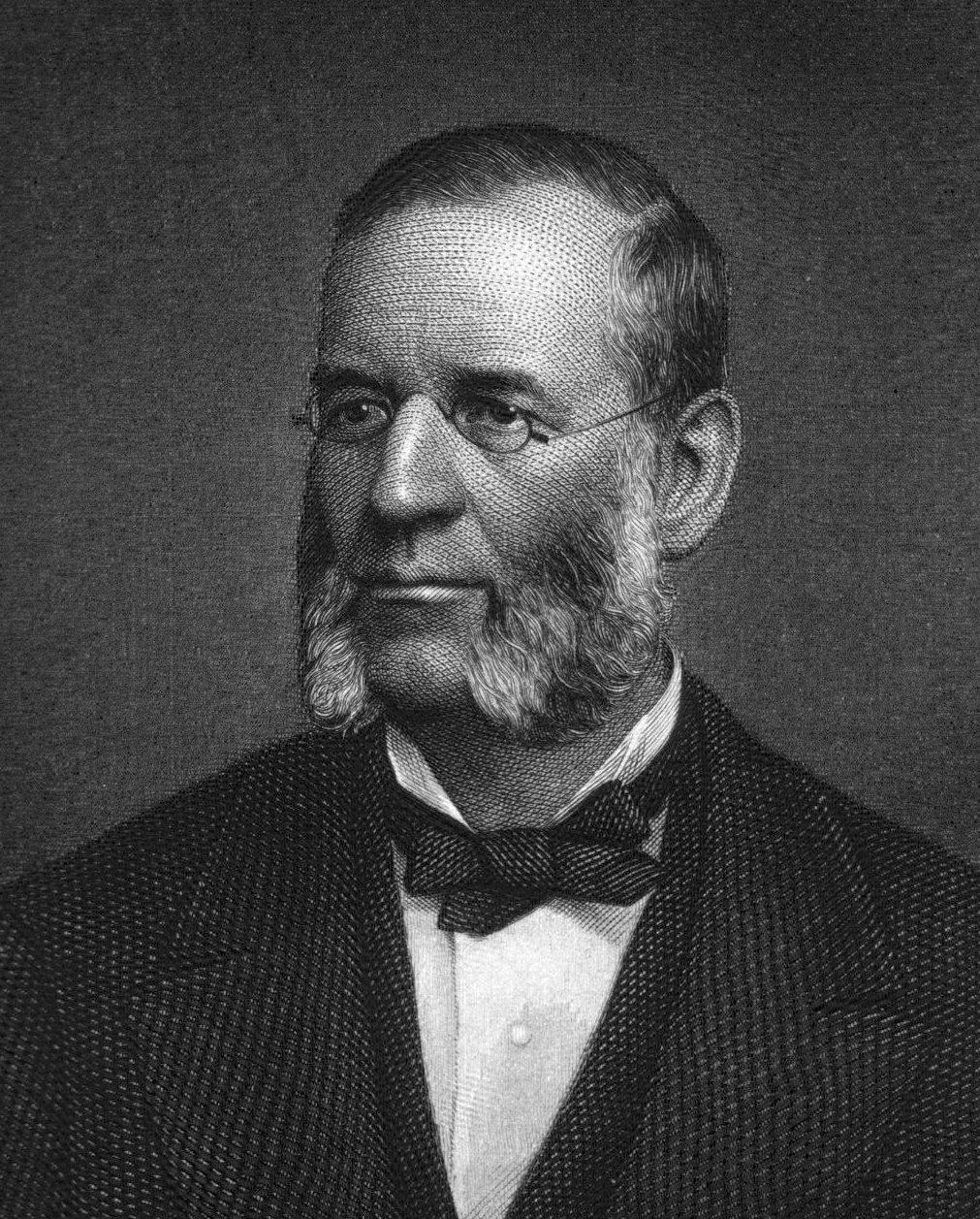
Austin Flint starszy

Austin Flint (ur. 20 października 1812 w Petersham, zm. 13 marca 1886 w Brooklynie) – amerykański lekarz. Jego syn Austin Flint młodszy (1836–1915) był również lekarzem i fizjologiem.
Kształcił się w Amherst College i na Harvard University, a studia ukończył w roku 1833. Praktykował w Bostonie i Northampton, w 1836 przeniósł się do Buffalo. Został mianowany profesorem w Rush Medical College w Chicago, ale po roku (1846) zrezygnował. Był założycielem czasopisma Buffalo Medical Journal. Razem z White’em i Frankiem Hastings Hamiltonem był twórcą Buffalo Medical College (1847), gdzie wykładał przez kolejne sześć lat. W 1852 otrzymał katedrę w University of Louisville, wykładał tam do 1856. Następnie otrzymał katedrę patologii i medycyny klinicznej w Buffalo. Od 1858 do 1861 był profesorem medycyny klinicznej w szkole medycznej w Nowym Orleanie. W 1859 przeniósł się do Nowego Jorku, od 1861 był lekarzem konsultantem w Bellevue Hospital; od 1861 do śmierci w 1886 wykładał w Bellevue Hospital Medical College, a od 1861 do 1868 wykładał patologię i medycynę kliniczną w Long Island College Hospital. Był przewodniczącym New York Academy of Medicine od 1872 do 1885, we 1884 przewodniczył American Medical Association.
Na jego cześć nazwano jedno z patologicznych zjawisk stwierdzanych przy osłuchiwaniu serca – szmer Austina Flinta.

## Prace
- Prize Essay. On the variations of pitch in percussion and respiratory sounds, Buffalo, 1852.
- Clinical reports on chronic pleurisy, Buffalo, 1853.
- Clinical report on dysentery, Buffalo, 1853.
- Physical exploration and diagnosis of diseases affecting the respiratory organs, Philadelphia, 1856.
- On cardiac murmurs, Am J Med Sci, 1862, 44:29-54.
- Compendium of percussion and auscultation, New York, 4th edition, 1869.
- Clinical report on hydro-peritoneum based on an analysis of forty-six cases, The American Journal of the Medical Sciences, Hagerstown, Maryland, 1863, 45: 306-339
- Contributions relating to the causation and prevention of diseases, and to camp-diseases, New York, 1867.
- A practical treatise on the diagnosis, pathology, and treatment of diseases of the heart, Philadelphia, 1859.
- A Treatise on the Principles and Practice of Medicine, 1866.
- Contributions relating to the causation and prevention of diseases, and to camp-diseases, New York, 1867. Written on assignment of the U. S. Sanitary Commission.
- Essays on conservative medicine and kindred topics, Philadelphia, 1874.
- Phthisis; its morbid anatomy, etiology, etc.
- Clinical medicine; a systematic treatise on the diagnosis and treatment of diseases, Philadelphia, 1879.
- Medical ethics and etiquette. The code of ethics adopted by the Am. Med. Assoc., New York, 1883.
- The mitral cardiac murmurs, American Journal of the Medical Sciences, Philadelphia, 1886, 91: 27-44.